# Beaupré
Beaupré är en stad (kommun av typen ville) och tätort (centre de population) i provinsen Québec i Kanada, som ligger nordost om provinshuvudstaden Québec. Staden har omkring 4 000 invånare.
Beaupré grundades som socken 1928 och hade tjugo år senare 1 500 invånare. Orten blev stad 1962. I slutet av 1970-talet hade befolkningen vuxit till omkring 3 000 människor.
Naturen runt Beaupré lockar många turister. Många av stadens arbetstillfällen är kopplade till den närbelägna skidorten Mont-Sainte-Anne.
Basilikan Sainte-Anne-de-Beaupré i närheten är en viktig romersk-katolsk pilgrimskyrka.